# Morgoth
Morgoth, ook wel bekend als de Zwarte Vijand (Engels: the Black Enemy), is in het werk van J.R.R. Tolkien de naam gegeven door de Noldorijnse elf Fëanor aan de machtigste Valar. De oorspronkelijke naam van Morgoth is Melkor, Fëanor gaf Melkor de naam Morgoth na Melkors afschuwelijke daden. Melkor, ook bekend als Hij Die Zich In Macht Verheft (Engels: He Who Arises In Might), was ooit de eerste, wijste en mooiste onder de Ainur, maar verviel uit afgunst tot het kwaad. Hij stichtte een tweetal burchten in Midden-aarde, en verzamelde zijn Balrogs, draken, weerwolven en creëerde andere duistere schepsels, zoals de orks. Zijn twee burchten, de citadel van Utumno (waar hij aanvankelijk opereerde, voor hij gevangengenomen werd), en de kleinere citadel van Angband (aan de voet van de Thangorodrim).

## Het begin
Melkor laat voor het eerst van zich spreken in de Muziek van de Ainur. Voor de schepping van Midden-Aarde schept Eru Ilúvatar de Ainur. Hij laat hen in een muziekstuk zien hoe de wereld ontworpen kan worden en hij nodigt hen uit actief deel te nemen aan die scheppingsmuziek. Aanvankelijk wordt in grote harmonie het thema van Ilúvatar uitgewerkt. Melkor, de grootste en machtigste van de Ainur, wil niet alleen meewerken aan het muziekthema, maar zijn eigen ideeën verwerken. Hij verstoort hiermee de harmonie. Diverse Ainur gaan met de disharmonie van Melkor mee. Tweemaal begint Ilúvatar met nieuwe thema's, maar evenzo vaak verstoort Melkor de harmonie.
Uiteindelijk stopt Ilúvatar de muziek en zegt dat hij de muziek en de zang vorm zal geven en reëel zal maken. Ook de disharmonieën van Melkor zullen hierin verwerkt zijn en ook die worden dus opgenomen in het plan van Ilúvatar.
Veel van de Ainur willen actief meewerken om de realiteit van Midden-Aarde vorm te geven. De grootsten onder hen zijn de Valar, waaronder Melkor. Zij dalen af naar Midden-Aarde. Ook Melkor, die zegt zijn fouten goed te willen maken, maar in werkelijkheid plannen maakt om de wereld naar zijn ideeën te herscheppen.
In het begin der tijden werkten de Valar hard aan de vormgeving van Midden-Aarde. Maar bij alles had Melkor inbreng. Melkor verklaarde daarom dat Midden-Aarde van hem alleen was. Dat werd bestreden door met name Manwë, de broeder van Melkor. Manwë riep de hulp in van de andere Valar en van veel grote en minder grote geesten. In deze oorlog had Melkor aanvankelijk de overhand, tot Tulkas de Sterke zich bij de Valar voegde. Melkor trok zich daarop terug in de duisternis buiten Arda.

## Eerste grote wandaad
De Valar en hun gezellen vormden de aarde tot een bloeiende tuin en liepen er in zichtbare gedaanten rond. Toen Melkor hun werk zag werd hij afgunstig. In de duisternis verzamelde hij veel sterke geesten achter zich. Zonder dat de Valar het merkten daalde hij met zijn leger af in het noorden van Midden-Aarde en bouwde hier een immens ondergronds fort, dat Utumno genoemd werd. Op een moment dat niemand het verwachtte, viel Melkor plotseling aan. Hij verwoestte de beide gigantische lampen die Midden-Aarde verlichtten, en met hun vernietiging werd de vorm van de wereld en de zeeën veranderd. Melkor wist te ontkomen aan de toorn van Manwë en Tulkas en verschool zich in Utumno.
De Valar trokken zich terug uit Midden-Aarde en vestigden zich in het land Aman of Valinor. Maar vooral Yavanna kwam vaak naar Midden-Aarde om de wonden van Melkor te genezen, en Oromë reed als een machtige jager uit tegen de monsters van Melkor.
In die tijd ontwaakten de Elfen of Eldar bij het meer van Cuiviénen. Maar nog voordat de Valar dit in de gaten hadden werden zij al ontdekt door Melkor. Deze maakte jacht op hen en vele Elfen werden gevangengenomen. Ze werden in de kerkers van Utumno geworpen en door langzame, wrede kunstgrepen verdorven en veranderd. Zo ontstond het ras der Orks. En waarschijnlijk was dit Melkors grootste misdaad.
Maar uiteindelijk kwamen ook de Valar achter het bestaan van de Elfen. Om hen te beschermen tegen Melkor bonden zij opnieuw de strijd aan. De oorlog was hard en lang. Opnieuw werd de vorm van de aarde veranderd door het geweld, maar uiteindelijk werd Utumno vernietigd. Melkor werd geboeid meegevoerd naar Aman. Daar smeekte hij om genade, maar dat werd afgewezen. Pas na drie era's zou zijn zaak opnieuw gehoord worden.

## Tweede grote wandaad
In die periode kwam een groot deel van de Eldar op uitnodiging van de Valar naar Valinor. Na drie era's in eenzaamheid opgesloten te zijn werd Melkor weer voor de troon van Manwë gebracht. Melkor vroeg om vergiffenis. Hij beloofde de Valar te helpen met het helen van de wereld. Manwë schonk hem gratie, maar hij moest wel binnen de poorten van Valmar blijven. 
In die tijd schenen alle woorden van Melkor eerlijk en oprecht. Hij hielp de Valar en de Eldar. Vooral de Noldor verheugden zich omdat zij veel geheime kennis van hem leerden.
In die tijd maakte Fëanor van de Noldor de Silmarillen. Melkor begeerde deze mooiste aller juwelen.
Melkor wist met valse verhalen de trots en ontevredenheid van de Noldor aan te wakkeren. De Noldor begonnen nu ook wapenen te smeden. Tijdens een ruzie trok Fëanor zijn zwaard en bedreigde zijn broer Fingolfin. Door deze escalatie van interne twisten kwamen de Valar achter de dubieuze rol van Melkor.
Melkor wist dat zijn dubbelspel bekend was geworden en hij verschool zich buiten Valinor. Hij trok naar het zuiden, naar Avathar, waar de duisternis het diepst was aan de voet van de Pelori. Daar huisde in diepe ravijnen Ungoliant, een sterke kracht die naar Arda was afgedaald en hier de gedaante van een monsterlijke spin had aangenomen. Hier nam Melkor weer een zichtbare gedaante aan: een donkere vorst, lang en verschrikkelijk. Deze gedaante zou hij nu altijd behouden. Melkor sloot een bondgenootschap met Ungoliant onder de belofte haar uiteindelijk alles te geven wat zij wilde.
Op het moment dat de Valar en de Eldar een feest hielden in de zalen van Manwë op de Taniquetil, daalden Melkor en Ungoliant af naar Valinor. Zij gingen naar de Twee Bomen van Valinor die Valinor verlichtten. Melkor verwondde de bomen met zijn speer en Ungoliant zoog het licht uit de bomen. Ungoliant braakte zwarte dampen uit en zwol op tot een enorme macht, waar zelfs Melkor bang voor werd. Door haar gif stierven de bomen. De duisternis daalde over Valinor.
De Valar zetten de achtervolging in op Melkor, maar werden verblind door de duisternis van Ungoliant, en zo wisten zij te ontkomen.
Melkor trok snel weg, maar hij ging eerst naar Formenos, het huis van de Noldor. Finwë, de koning van de Noldor die niet naar het feest van de Valar gekomen was, week niet voor Melkor. Finwë werd gedood en daarmee was het eerste bloed in Valinor vergoten. Melkor drong Formenos binnen en nam daar de Silmarillen. Toen Fëanor hoorde van de dood van zijn vader en de diefstal van de Silmarillen vervloekte hij Melkor en noemde hem Morgoth, de zwarte vijand van de wereld. En zo luidde diens naam sindsdien.

## Morgoth in Angband
Morgoth en Ungoliant kwamen naar Midden-Aarde. Zij kwamen in de landen ten noorden van de zeearm de Drengist, niet ver van zijn vroegere veste Angband. Daar eiste Ungoliant zijn beloning op. Morgoth weigerde afstand te doen van de silmarillen. Ungoliant en Morgoth streden met elkaar. Morgoth dreigde verstikt te worden en uitte een verschrikkelijke kreet. Hierop kwamen uit de krochten van Angband de Balrogs te hulp. Morgoth werd bevrijd en Ungoliant vluchtte.
Morgoth ging nu naar de restanten van Angband, dat gedeeltelijk gespaard was gebleven na de vernietiging van Utumno. Boven de poorten van Angband richtte hij de drievoudige bergketen de Thangorodrim op. Zijn legers van demonen, beesten en orks vermenigvuldigden zich. Zelf nam hij de drie silmarillen en vatte ze in een ijzeren kroon en noemde zich Koning van de Wereld.
De Valar wilden niet de directe confrontatie met Morgoth aangaan. Zij wisten dat over enige tijd de Mens zou ontwaken en zij vreesden een grote confrontatie en verwoesting zoals er geweest was na de eerste strijd tegen Morgoth. Wel stuurden zij licht: na de verduistering van de Bomen creëerden ze de zon en de maan, die door de Maiar Arien en Tilion langs het uitspansel werden bewogen. Morgoth viel de maan aan, maar Tilion wist de aanval af te slaan. En Morgoth vreesde het licht van Arien. Hierdoor werd duidelijk dat de macht van Morgoth af nam. Veel van zijn macht ging over in de kwaadaardige schepsels die hij creëerde, maar daardoor verminderde die van hemzelf. Morgoth werd steeds meer aan de aarde gebonden.

## Morgoth tegen de Noldor
Na de komst van Morgoth vielen zijn orks en schepselen Midden-Aarde binnen. De Eldar die hier nog verbleven werden vervolgd. Het rijk van koning Thingol werd door de Maia Melian afgesloten. Cirdan kon zich alleen handhaven langs de zee.
Maar terwijl Morgoth Midden-Aarde bijna geheel onder zijn macht gebracht dacht te hebben kwamen de Noldor uit Valinor naar Midden-Aarde. Zij achtervolgden Morgoth met het doel de silmarillen weer in bezit te krijgen. Zo groot was hun macht dat de legers van Morgoth werden verpletterd. Fëanor kwam bij deze eerste strijd echter om het leven.
Morgoth zag de macht van de Noldor en wilde onderhandelen. Hij bood hen zelfs een silmaril aan. Maar het bleek alleen maar misleiding. Bij een confrontatie met de onderhandelaars slaagde Morgoth erin om Maedhros gevangen te nemen. Hij zou Maedhros vrijlaten als de Noldor zich zouden terugtrekken. Die weigerden dit, want zij wisten dat zij verraden zouden worden. Hierop werd Maedhros aan zijn rechterhand vastgeklonken en opgehangen aan de Thangorodrim. Hij werd echter bevrijd door Fingon en Thorondor, maar zij konden hem alleen loskrijgen door zijn hand af te snijden.
De Noldor waren nu sterk in Midden-Aarde. Maar zij slaagden er niet in om Angband te veroveren, noch om de Thangorodrim geheel te omsingelen. Wel stelde Morgoth de kracht van de Noldor voortdurend op de proef en creëerde hij nieuwe monsters, zoals de draken.
In de lange jaren dat de Noldor Morgoth belegerden gebeurde er veel. De belangrijkste gebeurtenis was de komst van de Mensen. De mensen waren uit verre oostelijke gebieden naar het westen getrokken. Wel was het duidelijk dat de mensen vluchten voor een grote angst in hun verleden. Want bij hun ontwaken had Morgoth als eerste over hen gehoord. Waarop hij in het geheim als een schaduw uit Angband was vertrokken naar de eerste mensen, maar door de komst van de Noldor werd hij gedwongen weer terug te keren.
Uiteindelijk faalden de Noldor. Morgoth wist in een grote veldslag, de Dagor Bragollach, de Slag van de Plotselinge Vlam, uit Anband te breken. De legers van de Noldor werden verslagen en teruggedreven door grote aantallen draken, Balrogs en orks.
Maar terwijl de overwinning van Morgoth volledig leek kwam Fingolfin, koning van de Noldor, naar Angband en daagde Morgoth uit voor een gevecht. Morgoth nam de uitdaging met tegenzin aan, want hij was de enige van de Valar die angst kende. Maar hij kon voor zijn aanvoerders de uitdaging niet afslaan. De strijd tussen Fingolfin en Morgoth was vreselijk. Morgoth vocht met zijn grote strijdhamer Grond, de Knots van de Onderwereld. Zeven keer wist Fingolfin Morgoth te verwonden, maar uiteindelijk werd hij door Morgoth gedood. Wel wist Fingolfin hierbij de voet van Morgoth af te hakken. Het lichaam van Fingolfin werd weggevoerd door de adelaar Thorondor, die daarbij in het gezicht van Morgoth klauwde. Morgoth zou nooit meer vrij zijn van de pijn van zijn wonden en van het verlies van zijn voet.
De strijd tussen Morgoth en de Noldor duurde voort. De toren op Tol Sirion viel in handen van Morgoths grootste en vreselijkste dienaar: Sauron. Veel gebeurde er in deze tijd. Maar Morgoth kon niet voorkomen dat in het geheim Beren en Luthien zijn fort binnendrongen. Luthien wist Morgoth zelf in een betoverende slaap te brengen, waardoor Beren de kans kreeg om een van de Silmarillen van zijn kroon te stelen.
De Noldor zagen door de daad van Beren dat Morgoth niet onoverwinnelijk was. Maedhros wist een bondgenootschap tot stand te brengen en de Eldar, versterkt met mensen en dwergen vielen de Thangorodrim aan. Uiteindelijk faalde deze aanval, maar vooral omdat een deel van de mensen in het geheim Morgoth dienden. Zij vielen onverwacht het leger van de vijanden van Morgoth in de rug aan. De overwinning van Morgoth was volledig.
Vanaf zijn troon in Angband dirigeerde Morgoth de ondergang van zijn laatste vijanden. Daarbij er vooral plezier in scheppend om hen in een positie te brengen dat vriend tegen vriend werd uitgespeeld. Zo schonk hij bijzondere aandacht aan de ondergang van Húrin en zijn kinderen. Terwijl hij Hurin zelf gevangen hield op de Thangorodrim om hem tot wanhoop te brengen. Als onderdeel van de machinaties met Túrin, de zoon van Hurin, werd het verborgen rijk Nargothrond ontdekt. Morgoth stuurde de draak Glaurung die dit rijk vernietigde.
Veel genoegen had Morgoth aan de vernietiging van het Elfenrijk Doriath, door een twist tussen Elfen en Dwergen. Uiteindelijk viel ook Gondolin, het laatste verborgen rijk van de Elfen. Maar uit de verwoesting van Gondolin wist Eärendil te ontkomen. Eärendil slaagde erin met een schip Valinor te bereiken. Namens Elfen en Mensen verzocht hij de Valar hulp tegen de overheersing van Morgoth.
Uiteindelijk besloten de Valar Midden-Aarde te hulp te komen. De strijd was zwaar en een deel van de landen van Midden-Aarde werd verwoest. Uiteindelijk wonnen de Valar de oorlog en Angband werd vernietigd. Morgoth smeekte om vrede, maar er werd niet meer naar hem geluisterd. Geboeid met de keten Angainor werd hij gevangen afgevoerd. Morgoth werd door de Valar door de Deur van de Nacht achter de Muren van de Wereld in de Tijdloze Leegte gegooid. De wonden die Morgoth aan de wereld had toegebracht zouden echter nooit meer helemaal genezen.